# Complotdenken rond het overlijden van Desi Bouterse
Het overlijden van Desi Bouterse, Surinaams legerleider, couppleger en politicus, in december 2024 bracht ook twijfel over de juistheid van de berichtgeving. Zijn overlijden is officieel bevestigd door zowel de Surinaamse autoriteiten als zijn directe omgeving. Desondanks ontstonden er complottheorieën die suggereerden dat zijn overlijden in scène was gezet. Er is geen overtuigend bewijs geleverd dat deze theorieën ondersteunt.

## Achtergrond
Het strafproces tegen Bouterse duurde ongeveer 16 jaar. Zijn definitieve veroordeling is uitgesproken op 20 december 2023. Na de definitieve veroordeling tot 20 jaar cel voor de Decembermoorden, diende Bouterse een verzoek tot gratie in bij president Chan Santokhi. Volgens de Surinaamse wetgeving mag een straf tijdelijk worden opgeschort als er een gratieverzoek loopt, en moet het verzoek formeel in behandeling genomen worden. Zolang dat verzoek liep, mocht Bouterse niet direct opgesloten worden.
Bij de veroordelingen (2019, veroordeling in verstek door krijgsraad; 2021, vonnis in hoger beroep bevestiging; 2023, definitieve uitspraak door Hof van Justitie) was Bouterse niet aanwezig en hij werd opgeroepen om zich op 12 januari 2024 te melden bij gevangenis Santo Boma in Paramaribo, maar verscheen ook daar niet. Kort daarna werd er internationaal een arrestatiebevel uitgevaardigd, en hij werd door Surinaamse autoriteiten officieel als voortvluchtig bestempeld. In januari 2024 werd er een zoektocht opgezet, met invallen in zijn woning, maar Bouterse bleef onvindbaar. Volgens de mofokoranti - het Surinaamse mondelinge circuit - was hij in Venezuela,  Cuba, in een buitenverblijf in binnenland, of in zijn woning in Leonsberg. Volgens misdaadjournalist John van den Heuvel is Bouterse na zijn vlucht nog medisch behandeld in Cuba en Venezuela. Begin december 2024 berichtte de nieuwssite France Guyane dat Bouterse ondergedoken zat in het district Commewijne. Bouterse verbleef vermoedelijk in landelijke gebieden (zoals het Natuurreservaat Copi of Frans-Guyanese grensgebied), voor bijna een jaar.
Bouterse overleed op 25 december 2024 op 79-jarige leeftijd, terwijl hij ondergedoken was om een gevangenisstraf van 20 jaar wegens de Decembermoorden te ontlopen. Zijn lichaam werd kort daarna aangetroffen en onderzocht door forensische experts. Leverfalen werd als doodsoorzaak vastgesteld, veroorzaakt door alcoholmisbruik. De autoriteiten publiceerden een autopsierapport en bevestigden de identiteit van het lichaam.

## Ontstaan van alternatieve interpretaties
Na de bekendmaking van overlijden ontstonden in Suriname en Nederland verhalen dat Bouterse zijn dood in scène zou hebben gezet om strafvervolging te ontlopen. Advocaat Gerard Spong, van Surinaamse afkomst, wilde bewijs zien van de dood van Bouterse. "Zijn dood kan ook in scène zijn gezet", vertelde de raadsman de Telegraaf. Spong wilde graag zien dat een arts zijn dood bevestigde.

### Complotkarakteristieken
Karakteristiek zijn institutioneel wantrouwen, het idee dat een (gecorrumpeerde) overheid de waarheid wil verbergen; gaten in de informatie worden gevuld met speculatie; reputatie en geschiedenis (bijvoorbeeld: “Hij zou dit zo kunnen doen”) wordt gebruikt als impliciet bewijs; het leggen van verbanden is belangrijker dan bewijslast; een patroon dat zonder verificatie een richting opwijst wordt aangenomen, een tegenbewijs herinterpreteren als deel van het complot, bijvoorbeeld: "Als er bewijs is dat hij dood is, dan is dat nep-bewijs", "Ze hebben het allemaal goed voorbereid — familie, regering en artsen zitten erin", "Alles past in het verhaal, niets kan het ontkrachten", in plaats van een bewijs te leveren. Ook kunnen steeds nieuwe aannames worden toegevoegd om een theorie in stand te houden (Ad hoc-hypothese, denk aan The Parrot Sketch (1969) van Monty Python).

### Suggesties die het complot voeden dat Bouterse zijn dood heeft geënsceneerd
Bouterse had zowel de motivatie (een lange gevangenisstraf vermijden) als de middelen (trouwe netwerken, militaire connecties, financiële reserves) om een dergelijk plan uit te voeren. Een geënsceneerd overlijden zou een goede volgende stap zijn na onderduiking.
De onduidelijkheid over de omstandigheden van zijn dood omdat hij ondergedoken zat.
Familieleden en partijleden van Bouterse hebben zijn dood bevestigd, maar critici wijzen erop dat deze verklaringen mogelijk deel uitmaken van een gecoördineerd narratief. Er waren geen publieke optredens van zijn echtgenote.
Zijn lange reputatie als een strategische en onvoorspelbare leider, hij is in het verleden meerdere keren aan rechtsvervolging ontsnapt.
Mogelijke hulp van loyalisten, met steun van medische of overheidsfunctionarissen een trouwe achterban binnen het leger, de Nationale Democratische Partij NDP, de douane, delen van de politie en politieke invloed, ondanks zijn veroordeling. Bepaalde diensten konden traineren of weigeren onder het mom van “veiligheid” of “logistieke belemmering”.
Desi Bouterse als een van de bekendste personen van Suriname, was bijna een jaar onvindbaar ondanks een internationaal arrestatiebevel. Er is geen structurele hulp gevraagd van internationale opsporingsdiensten zoals Interpol of buitenlandse legers.
Hoewel het officiële standpunt van de Surinaamse overheid luidt dat Bouterse is overleden, ontbreekt er tot op heden onafhankelijke verificatie van zijn identiteit op basis van bijvoorbeeld DNA of internationale forensische standaarden. De autopsierapport werd uitgevoerd door lokale instanties die mogelijk loyaal zijn aan het oude regime, en het volledige, gedetailleerde forensisch rapport is niet publiek beschikbaar. Er is geen onafhankelijk internationaal forensisch onderzoek uitgevoerd. Voorstanders van verder onderzoek pleiten daarom voor internationale verificatie, transparantie van forensische rapporten en getuigenverhoren, om uitsluitsel te geven. Door de crematie op 4 januari 2025 is verdere directe identificatie niet meer mogelijk.
Zijn overlijden zou rust in het land terugbrengen als een zachte landing voor president Chan Santokhi.

## Ontkenning en weerlegging
De Surinaamse overheid, de Nationale Democratische Partij (NDP) en leden van de familie Bouterse hebben het overlijden bevestigd en zich niet herkend in de geruchten. Het forensisch rapport, dat is opgesteld door onafhankelijke specialisten, gaf geen indicatie van manipulatie of onregelmatigheden.
Tot op heden zijn er geen geloofwaardige documenten, getuigenverklaringen of forensisch bewijs die ondersteunen dat Desi Bouterse nog in leven is. Geen onafhankelijke instantie heeft de geruchten bevestigd.

## Post-truthcomplot-denken
Deze complottheorie maakt deel uit van een bredere ontwikkeling waarbij het wantrouwen jegens overheden, justitie en machtsstructuren aanleiding geeft tot het ontstaan van alternatieve verklaringen bij publieke gebeurtenissen.

## Voetnoten en referenties
1. ↑  Suriname zindert van complottheorieen over dood Bouterse: In dit land is alles mogelijk. Telegraaf.
2. ↑  Persbericht Korps Politie Suriname. Politie.sr.
3. ↑  platform-investico.nl/Groene Amsterdammer, Zelfs zijn dood lijkt door Desi Bouterse tot in de puntjes geregisseerd 7 januari 2025
4. ↑  Nederlands Dagblad, Van den Heuvel: Bouterse was dit jaar in Cuba en Venezuela, 28 december 2024
5. ↑  France Guyane, L'ombre de Bouterse hante toujours le Suriname, 8 december 2024
6. ↑  Surinamenieuwscentrale, Suriname zindert van complottheorieën over dood Bouterse: ’In dit land is álles mogelijk’, 26 december 2024
7. ↑  Panorama,  Oud-president Suriname Desi Bouterse (79) overleden: 'Dood kan in scène zijn gezet', 25 december 2024
8. ↑  Showblad, Zijn dood kan ook in scene zijn gezet, zo laat Spong optekenen, 25 december 2024